# ماکیا: زمانی که گل موعود می‌شکفد
ماکیا: زمانی که گل موعود می‌شکفد ((به ژاپنی: さよならの朝に約束の花をかざろう , Sayonara no Asa ni Yakusoku no Hana o Kazarō)، بیا گل‌های موعود را در صبح وداع دست بگیریم) انیمه‌ای ژاپنی به کارگردانی و نویسندگی ماری اوکادا و منتشر شده در سال ۲۰۱۸ است.
این انیمیشن در جشنواره Asia Pacific Screen نامزد یک جایزه و در جشنواره بین‌المللی فیلم شانگهای برنده جایزه بهترین فیلم انیمیشن در سال ۲۰۱۸ شده‌است. در این انیمیشن هنرمندانی چون ماناکا ایوامی، میو ایرینو، آی کایانو، هیرو آکی هیراتا، میوکی ساواشیرو و توموکازو سوگیتا به صداپیشگی پرداخته‌اند.

## خلاصه داستان
در قبیله هجران، که یک قبیله کوچک و فناناپذیر است دختر نوجوان و تنها و بی خانواده‌ای به نام ماکیا زندگی می‌کند. در یکی از شب‌ها، سربازان سلطنتی مزارته به دستور پادشاه به این قبیله حمله می‌کنند و زنان آن را به اسارت می‌برند تا برای سلطنت فرزندآوری کنند و نژاد فناناپذیری آنان به خانواده سلطنتی منتقل شود و زیباترین آن‌ها لیلیا که دوست ماکیا نیز بود را به اسارت می‌برند، اما ماکیا به‌طور ناخواسته از چنگال سربازان سلطنتی فرار می‌کند، او سر از یک جنگل درمی‌آورد و در آن جا نوزاد پسر بی‌پناهی را می‌بیند که مادرش به دست غارتگران کشته شده‌است، او که گریه‌های نوزاد را می‌شنود دلش به حال او می‌سوزد و سعی می‌کند از نوزاد مراقبت کند و نام نوزاد پسر را اِریل می‌گذارد. آریل پسربچه روز به روز بزرگ‌تر می‌شود و ماکیا به عنوان مادر هر روز بیشتر به او دل می‌بندد، تا اینکه اریل به سن نوجوانی می‌رسد و…